# Makowica Zborowska
Zamek Makowica (Makowica Zborowska, Zamek Zborów, Zamek Zborowski, słow. Zborovský hrad, Zborov, Makovica) – dawny zamek obronny, obecnie w ruinie, znajdujący się na terenie historycznego Szarysza, w północno-wschodniej Słowacji.

## Położenie
Zbudowany został na lewym brzegu rzeczki Kamenec, na szczycie wzgórza Makovica (474 m n.p.m.), wznoszącym się ok. 150 m ponad jej korytem. Leży ok. 2 km na południe od Zborova w powiecie Bardejów.

## Historia
Zamek został zbudowany być może jeszcze w drugiej połowie XIII, a najpóźniej na początku XIV w. jako węgierska królewska twierdza, strzegąca prastarego szlaku handlowego z Węgier do Polski. Pierwsza wzmianka o nim pochodzi z 1347 r. Pierwotnie składał się jedynie z niewielkiego pałacu mieszkalnego, kaplicy i czworobocznej wieży ostatniej obrony (donżonu), połączonych murem obwodowym, zamykającym niewielki podworzec o kształcie zbliżonym do trójkąta. Drugi pisemny dokument z roku 1355, którym król Ludwik I Wielki udzielił kasztelanowi zamku przywileju na poszukiwanie złota, srebra i innych kruszców, wspomina już oprócz zamku i szeregu przynależnych mu wsi także wieś Zborov z kaplicą i młynem, która rozwinęła się jako zamkowa wieś służebna.
W średniowieczu zamek był siedzibą feudalnego „państwa Makowica”, obejmującego szereg wsi na rozległym terenie. Władali nim początkowo kasztelanowie „de Makouicha” - Stefan i Jerzy Bebekowie, po nich Mikołaj Forgacz (Forgách Miklós), a od 1364 r. urząd kasztelana wraz z zamkiem dzierżył Peter Cudar z Ónodu. Prawdopodobnie za Cudarów zamek otrzymał drugi dziedziniec i co najmniej dwie półokrągłe baszty. W latach 40. XV w., w czasie wojny o koronę węgierską, zamek przez kilka lat trzymali przywołani przez Elżbietę Luksemburską husyci Jana Jiskry, napadając na kupców przemieszczających się szlakami w rejonie Zborowa.
Rodzina Cudarów rozwinęła makowickie „państwo” w wielki majątek feudalny, obejmujący ponad 100 wsi i osad na rozległym terenie północnego Szarysza. Były wśród nich m.in. wsie Mokroluh, Dlhá Lúka, Bardejovská Nová Ves (obie w 1971 r. włączone do Bardejowa) i Zlaté, które z nadań królewskich formalnie należały do miasta Bardejowa, i o które miasto przez dziesięciolecia toczyło z Cudarami spory. Po wymarciu Cudarów w 1470 r. zamkiem władali panowie z Rozgonia (Rozgonyi'owie), a po nich, w 1493 r. śląski szlachcic Schellenberg. Od 1522 r. zamek dzierżyli Tarczayowie, którzy byli zwolennikami Jana Zápolyi, a potem królowej Izabeli Jagiellonki. Gdy szala walk o koronę węgierską przechyliła się na stronę Ferdynanda Habsburga, Tarczayowie utracili Makowicę i należące do niej dobra, które otrzymał zasłużony w służbach u Habsburga Kasper Serédy. Również on i jego następcy toczyli spory z Bardejowem o ziemie i dochody z myt.
W XVI w., w czasach wzrostu zagrożenia ze strony Imperium Osmańskiego, zamek został przebudowany w stylu renesansowym i dodatkowo umocniony. W 1582 r. dzięki małżeństwu z Zuzanną Serédy, córką Jerzego a wnuczką Kaspra Serédy, zamek wszedł w ręce Janusza Ostrogskiego, jednego z najbogatszych magnatów Rzeczypospolitej. W roku 1601 Ostrogski za 80 tys. czerwonych złotych sprzedał dobra makowickie Zygmuntowi Rakoczemu, wówczas żupanowi borszodskiemu i turniańskiemu.
W czasie powstania Bethlena Gábora w listopadzie 1619 r. wynajęci w Polsce Lisowczycy rozbili w bitwie pod Humennem (Humiennem) osłaniającą kraj armię Jerzego I Rakoczego, po czym ścigając rozbite wojska siedmiogrodzkie obległy pokonanego wodza w zamku Makowica. Nie byli jednak w stanie go zdobyć i wycofali się. Na początku marca 1666 r. miały tu miejsce uroczystości weselne Franciszka I Rakoczego z Heleną Zrinską, zaś dziesięć lat później zmarł w zamku sam Franciszek I Rakoczy.
W latach 70. XVII w. zamek odgrywał ważną rolę w czasie powstania kuruców pod wodzą Emeryka Thököly'ego (który został drugim mężem Heleny Zrinskiej), więc po zdobyciu go przez wojska cesarskie pod dowództwem generała Schultza jesienią 1684 r. został zburzony. Przypuszczalnie pełnił jeszcze jakieś funkcje za czasów powstania Franciszka II Rakoczego na początku XVIII w., skoro wspominał go inwentarz z roku 1704.
Od tego czasu przez ponad trzy wieki zamek pozostaje już w ruinie. „Słownik geograficzny Królestwa Polskiego i innych krajów słowiańskich” w 1895 r. podawał: „Nad miasteczkiem wznoszą się na wzgórzu piękne ruiny dawnego zamku Makowickiego, gdzie także kilka napisów z czasów Rakoczego jeszcze odczytać można”. W 1914 r. o ruiny toczyły się zaciekłe walki między wojskami rosyjskimi i austro-węgierskimi.

## Stan aktualny

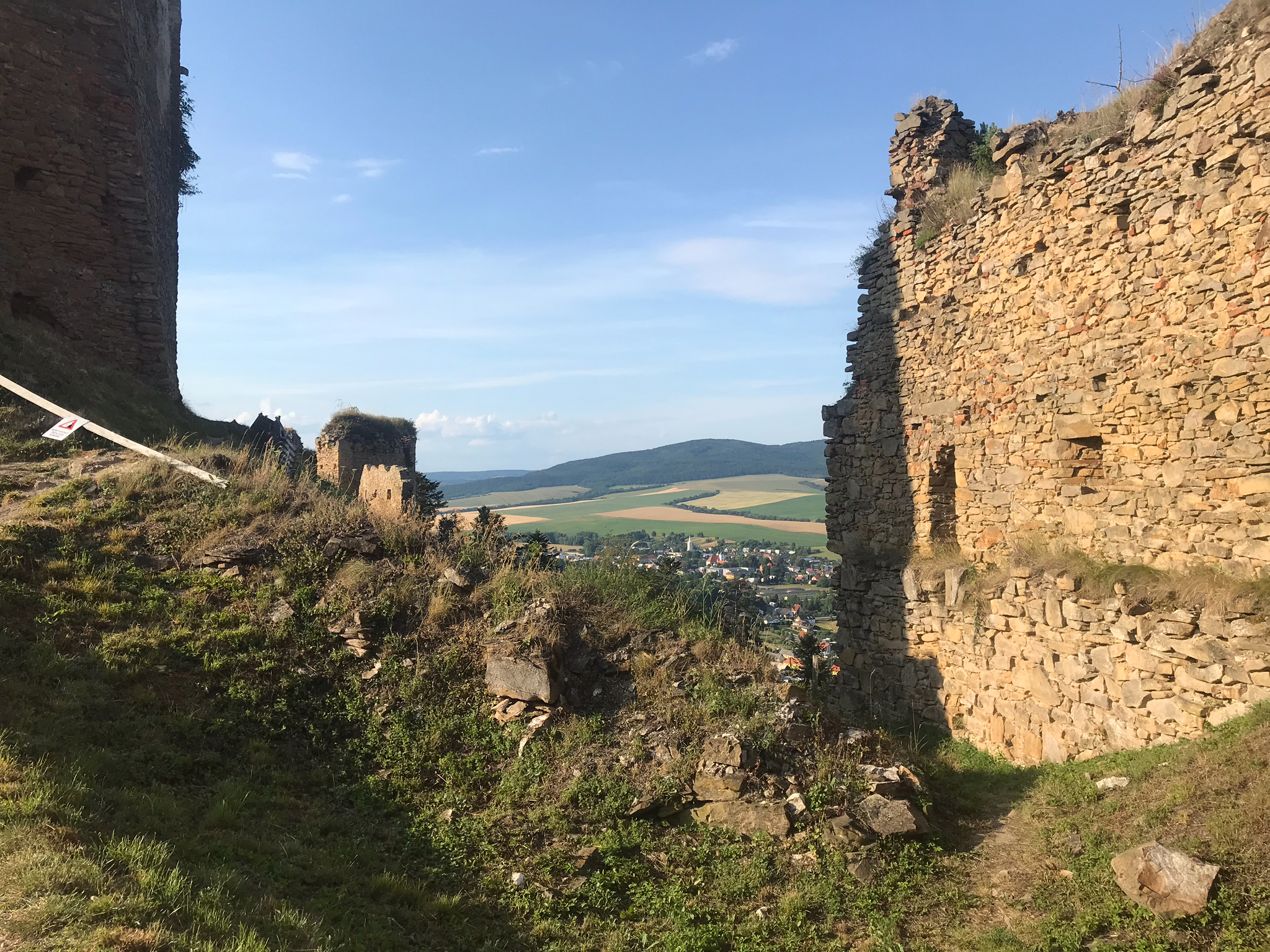
Widok z zamku

Zachowały się część murów obronnych oraz znaczne fragmenty baszt i budowli pałacowych, lokalnie do wysokości czterech kondygnacji. W latach 90. XX w. podjęto na zamku prace konserwacyjne, jednak postępują one bardzo powoli. W 2010 r. powstało stowarzyszenie pod nazwą Združenie na záchranu Zborovského hradu, które za cel postawiło sobie ochronę ruin. Dzięki społecznej pracy ochotników oraz niewielkim pieniężnym grantom oczyszczono wzgórze zamkowe z nalotu drzew i krzewów oraz zabezpieczono ruiny przed dalszym rozpadem. Podjęto też szereg działań związanych z przywróceniem zachowanym fragmentom murów ich pierwotnego wyglądu.
W 1950 r. wzgórze zamkowe wraz z ruinami zamku objęto ochroną jako rezerwat przyrody Zborovský hradný vrch.
Na zamku znajduje się koniec ścieżki dydaktycznej, biegnącej z uzdrowiska Bardejów-Zdrój (ostatni panel poświęcony jest dziejom zamku).